# Ochthebius dalmatinus
Ochthebius dalmatinus är en skalbaggsart som beskrevs av Ludwig Ganglbauer 1904. Ochthebius dalmatinus ingår i släktet Ochthebius och familjen vattenbrynsbaggar. Inga underarter finns listade i Catalogue of Life.